# Superb-Four
Superb-Four is een historisch merk van motorfietsen.
De bedrijfsnaam was: Superb-Four motors, W.F. Hooper, London.
Hoewel Hooper een 991cc-viercilinder ontwikkelde, kwam het door kapitaalgebrek nooit tot serieproductie.
De viercilinder, de eerste sinds de Wilkinson, werd op tijd voor de the Olympia Motor Cycle Show in november 1920 gepresenteerd. Het was een moderne motor, met een lichtmetalen cilinderblok, ingesloten kleppen en druksmering. Hij had een dubbel wiegframe en een unit construction motorblok.
De verkoopaantallen vielen echter erg tegen. Slechts een handjevol machines werden gebouwd en in 1922 ging het bedrijf failliet.